# Morrisons
Wm Morrison Supermarkets plc (London Stock Exchange : MRW) est la quatrième plus importante chaîne de supermarchés du Royaume-Uni. L’entreprise est en général simplement appelée Morrisons, et fait partie de l’indice FTSE 100 à la Bourse de Londres.
En juin 2015, la part de marché de Morrisons s'établit à 11 % – ce qui fait d’elle la plus petite des « Quatre Grands » supermarchés, après Tesco (28,7 %), Asda (17,3 %) et Sainsbury's (16,6 %) mais loin devant Co-op Food (en) (6,1 %).

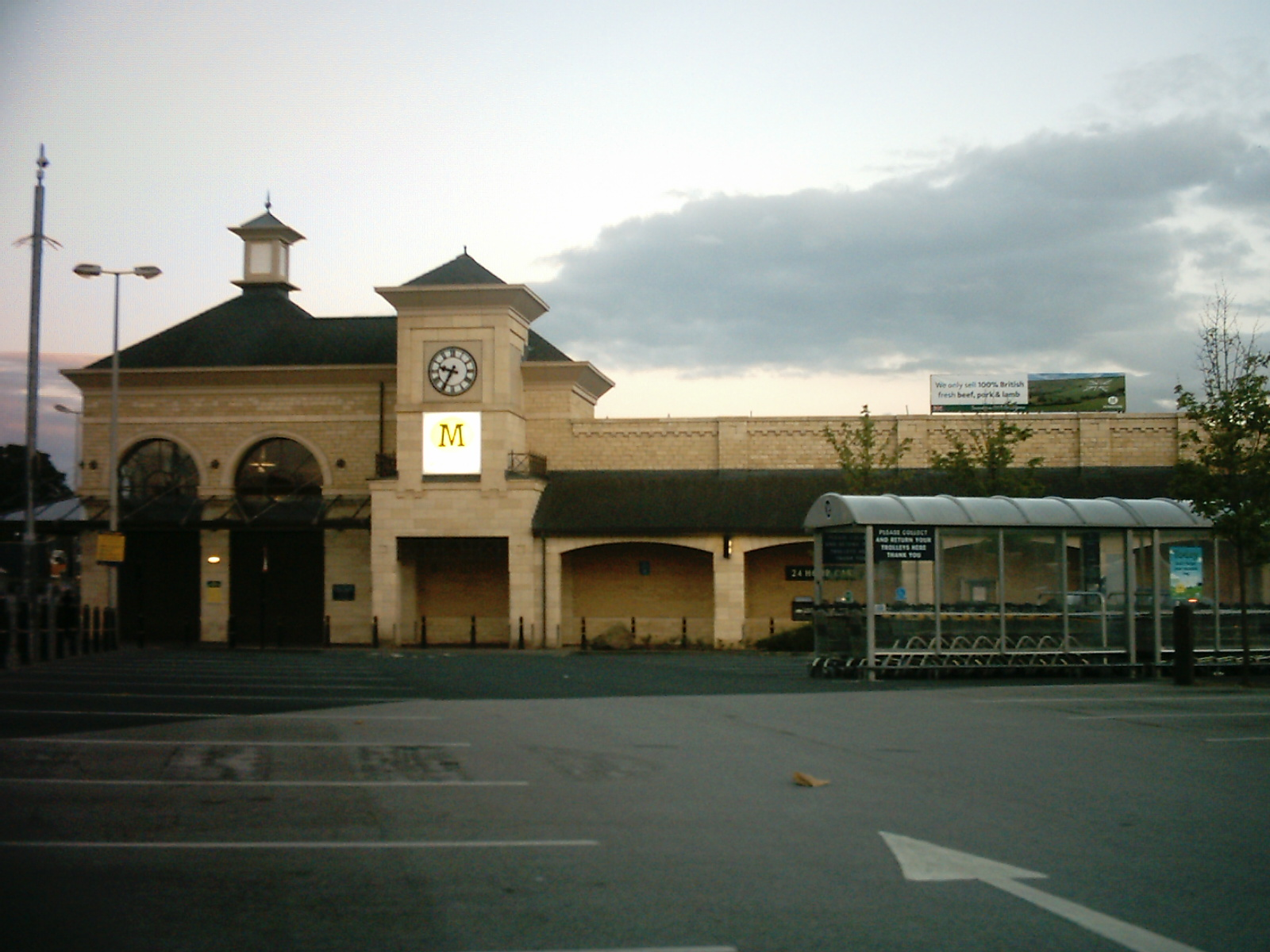
Morrisons, Wetherby.

## Histoire
Fondée en 1899 par William Morrison à Bradford (Angleterre), Morrisons est restée pendant des années concentrée dans le nord de l’Angleterre. Avec la prise de contrôle de Safeway en 2004, l’entreprise s’est étendue vers le sud, et compte désormais un total de 375 supermarchés à travers le Royaume-Uni.
En août 2015, Morrisons est en discussions pour vendre 150 supérettes pour se recentrer sur un format de magasin plus homogène. Cette vente est réalisée un mois plus tard, pour 25 millions de livres et concerne 140 magasins qui sont vendues à Mike Greene et au fond Greybull Capital, qui comptent lancer la marque My Local.
En août 2021, Morrisons annonce accepter l'offre d'acquisition d'un consortium mené par le fonds d'investissement Fortress Investment, détenue par Softbank pour 6,7 milliards de dollars. Il s'en suite une bataille d'offre d'acquisition entre celle offre et celle de Clayton, Dubilier & Rice, un fonds d'investissement, dont finalement l'offre est validée à 7 milliards de livres soit, 9,5 milliards de dollars.
En mai 2022, Morrisons annonce la reprise de McColl's, une chaîne de supérette ayant 1 100 magasins. En novembre 2022, Morrisons annonce la suppression de 132 magasins McColl's.
En septembre 2023, Rami Baitiéh, ancien directeur exécutif de Carrefour, est nommé CEO de Morrisons. Il succèdera à David Potts en novembre 2023 qui était à la direction depuis 9 ans.